# Lista chorążych reprezentacji Holandii na igrzyskach olimpijskich

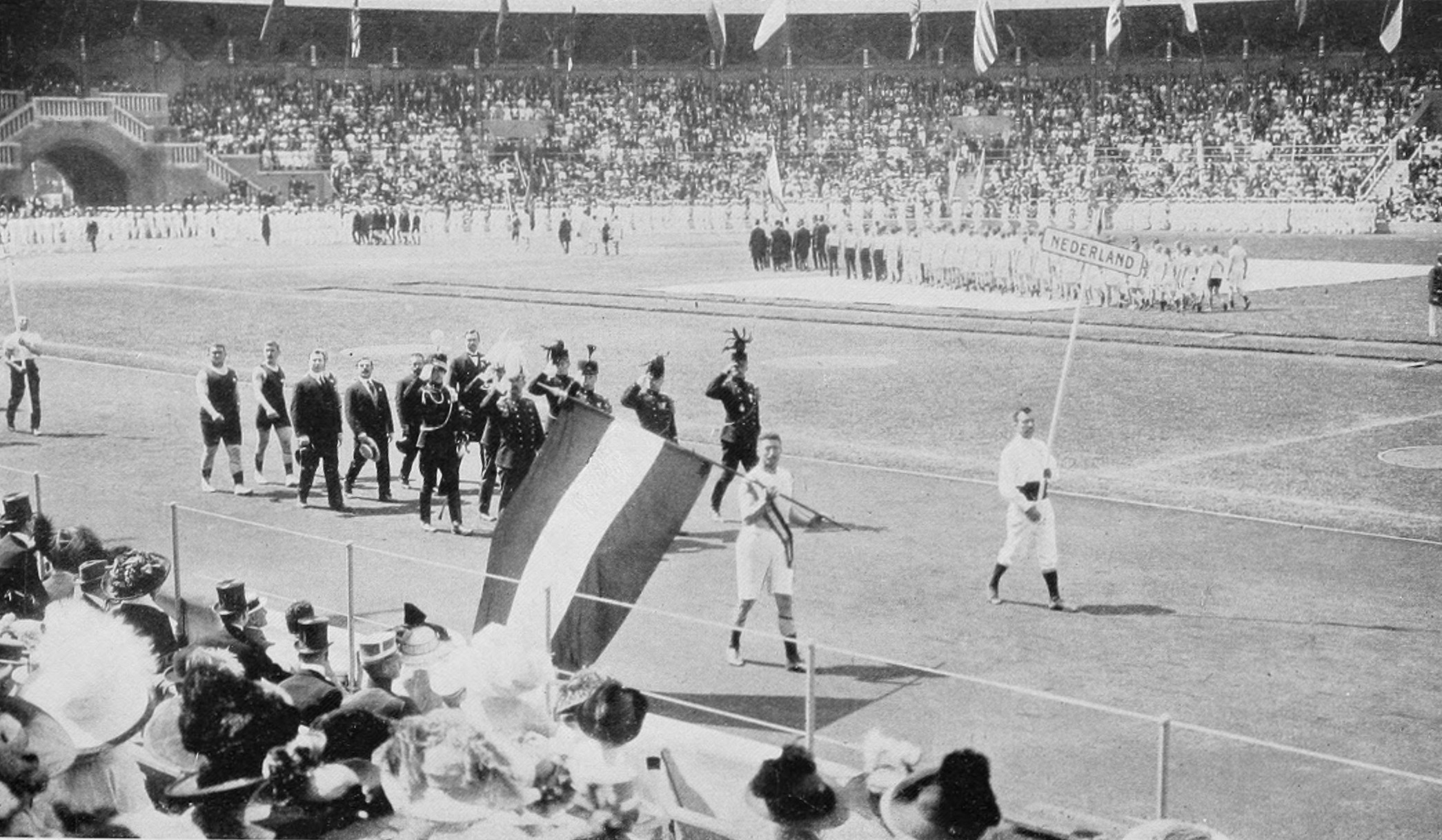
Holandia na Letnich Igrzyskach Olimpijskich 1912

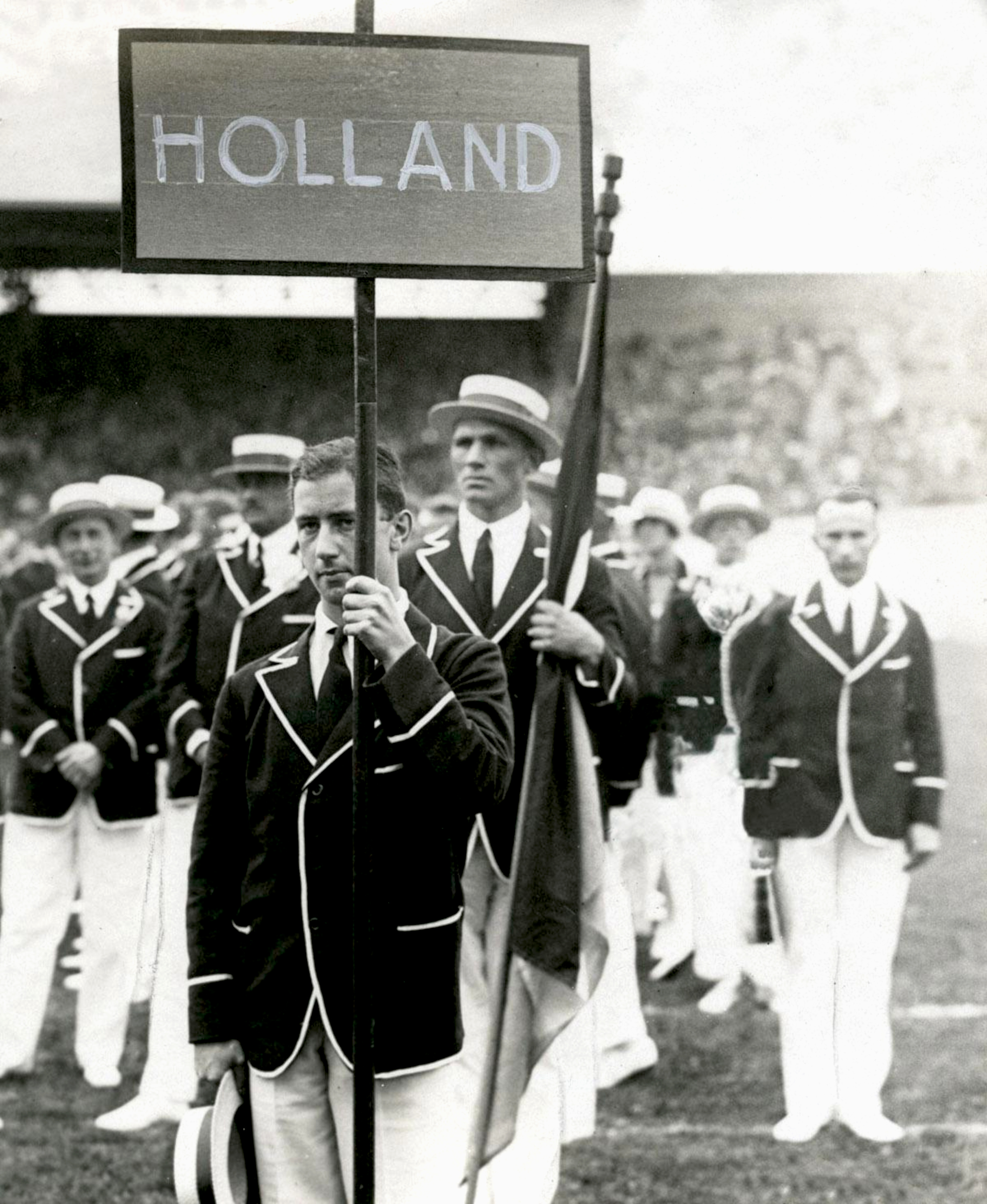
Holandia na Letnich Igrzyskach Olimpijskich 1928

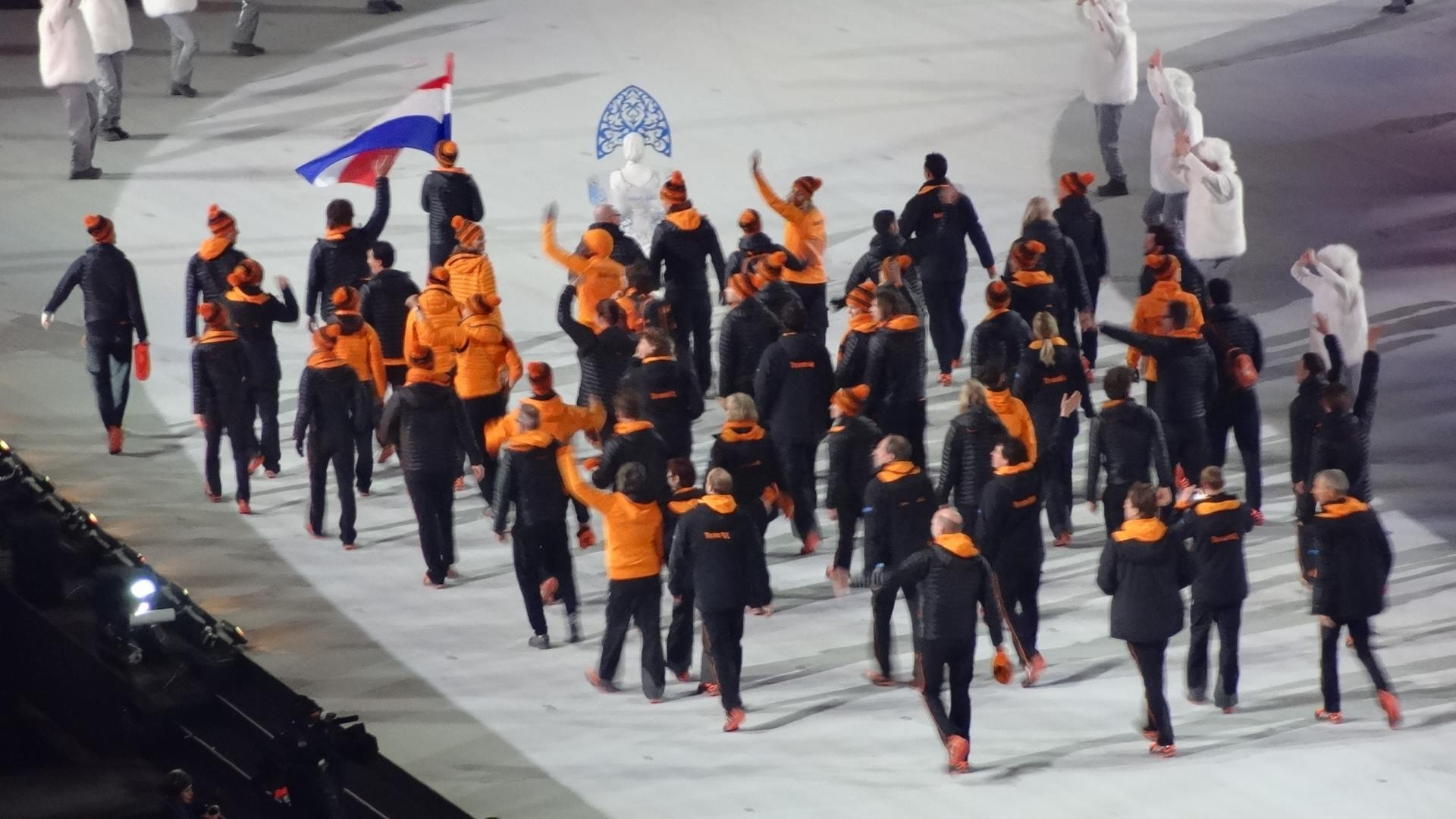
Holandia na Zimowych Igrzyskach Olimpijskich 2014

Lista chorążych reprezentacji Holandii na igrzyskach olimpijskich – lista zawodników i zawodniczek reprezentacji Holandii, którzy podczas ceremonii rozpoczęcia danych igrzysk olimpijskich nieśli flagę Holandii. Jedyny przypadek, w którym chorąży jako reprezentant Holandii niósł inną flagę, było podczas Letnich Igrzysk Olimpijskich 1980, kiedy to na znak bojkotu Holandia oraz wiele innych państw zachodnich zamieniły swoją flagę na olimpijską.

## Lista
| Lp  | Rok i miejsce                | Sezon  | Chorąży                           | Dyscyplina                        |
| --- | ---------------------------- | ------ | --------------------------------- | --------------------------------- |
| 48. | 2020, Tokio                  | Letnie | Keet Oldenbeuving                 | Skateboarding                     |
| 48. | 2020, Tokio                  | Letnie | Churandy Martina                  | Lekkoatletyka                     |
| 47. | 2018, Pjongczang             | Zimowe | Jan Smeekens                      | Łyżwiarstwo szybkie               |
| 46. | 2016, Rio de Janeiro         | Letnie | Jeroen Dubbeldam                  | Jeździectwo                       |
| 45. | 2014, Soczi                  | Zimowe | Jorien ter Mors                   | Short track i Łyżwiarstwo szybkie |
| 44. | 2012, Londyn                 | Letnie | Dorian van Rijsselberghe          | Żeglarstwo                        |
| 43. | 2010, Vancouver              | Zimowe | Timothy Beck                      | Bobsleje                          |
| 42. | 2008, Pekin                  | Letnie | Jeroen Delmee                     | Hokej na trawie                   |
| 41. | 2006, Turyn                  | Zimowe | Jan Bos                           | Łyżwiarstwo szybkie               |
| 40. | 2004, Ateny                  | Letnie | Mark Huizinga                     | Judo                              |
| 39. | 2002, Salt Lake City         | Zimowe | Nicolien Sauerbreij               | Snowboarding                      |
| 38. | 2000, Sydney                 | Letnie | Nico Rienks                       | Wioślarstwo                       |
| 37. | 1998, Nagano                 | Zimowe | Carla Zijlstra                    | Łyżwiarstwo szybkie               |
| 36. | 1996, Atlanta                | Letnie | Anky van Grunsven                 | Jeździectwo                       |
| 35. | 1994, Lillehammer            | Zimowe | Christine Aaftink                 | Łyżwiarstwo szybkie               |
| 34. | 1992, Barcelona              | Letnie | Carina Benninga                   | Hokej na lodzie                   |
| 33. | 1992, Albertville            | Zimowe | Leo Visser                        | Łyżwiarstwo szybkie               |
| 32. | 1988, Seul                   | Letnie | Eric Swinkels                     | Strzelectwo                       |
| 31. | 1988, Calgary                | Zimowe | Jan Ykema                         | Łyżwiarstwo szybkie               |
| 30. | 1984, Los Angeles            | Letnie | Ton Buunk                         | Piłka wodna                       |
| 29. | 1984, Sarajewo               | Zimowe | Hilbert van der Duim              | Łyżwiarstwo szybkie               |
| 28. | 1980, Moskwa                 | Letnie | b.d                               | b.d                               |
| 27. | 1980, Lake Placid            | Zimowe | Piet Kleine                       | Łyżwiarstwo szybkie               |
| 26. | 1976, Montreal               | Letnie | André Bolhuis                     | Hokej na trawie                   |
| 25. | 1976, Innsbruck              | Zimowe | Dianne de Leeuw                   | Łyżwiarstwo figurowe              |
| 24. | 1972, Monachium              | Letnie | Nico Spits                        | Hokej na trawie                   |
| 23. | 1972, Sapporo                | Zimowe | Atje Keulen-Deelstra              | Łyżwiarstwo szybkie               |
| 22. | 1968, Meksyk                 | Letnie | Fred van Dorp                     | Piłka wodna                       |
| 21. | 1968, Grenoble               | Zimowe | Stien Baas-Kaiser                 | Łyżwiarstwo szybkie               |
| 20. | 1964, Tokio                  | Letnie | Anton Geesink                     | Judo                              |
| 19. | 1964, Innsbruck              | Zimowe | Ard Schenk                        | Łyżwiarstwo szybkie               |
| 18. | 1960, Rzym                   | Letnie | Jan Willem van Erven Dorens       | Hokej na trawie                   |
| 17. | 1960, Squaw Valley           | Zimowe | Kees Broekman                     | Łyżwiarstwo szybkie               |
| 16. | 1956, Melbourne              | Letnie | b.d                               | b.d                               |
| 15. | 1956, Cortina d'Ampezzo      | Zimowe | Kees Broekman                     | Łyżwiarstwo szybkie               |
| 14. | 1952, Helsinki               | Letnie | Simon de Wit                      |                                   |
| 13. | 1952, Oslo                   | Zimowe | Wim van der Voort                 | Łyżwiarstwo szybkie               |
| 12. | 1948, Londyn                 | Letnie | Wim Landman                       |                                   |
| 11. | 1948, Sankt Moritz           | Zimowe | Jan Langedijk                     | Łyżwiarstwo szybkie               |
| 10. | 1936, Berlin                 | Letnie | Rein de Waal                      | Hokej na trawie                   |
| 9.  | 1936, Garmisch-Partenkirchen | Zimowe | Sam Dunlop                        | Bobsleje                          |
| 8.  | 1932, Los Angeles            | Letnie | Charles Pahud de Mortanges        | Jeździectwo                       |
| 7.  | 1928, Amsterdam              | Letnie | Sam Olij                          | Boks                              |
| 6.  | 1928, Sankt Moritz           | Zimowe | Edwin Jonkheer Teixeira de Mattos | Bobsleje                          |
| 5.  | 1924, Paryż                  | Letnie | Adrianus de Jong                  | Szermierka                        |
| 4.  | 1920, Antwerpia              | Letnie | J. H. van Dijk                    |                                   |
| 3.  | 1912, Sztokholm              | Letnie | Jan Ploeger                       |                                   |
| 2.  | 1908, Londyn                 | Letnie | Jan de Boer                       | Gimnastyka                        |
| 1.  | 1900, Paryż                  | Letnie | b.d                               | b.d                               |